# Brunoniella
Brunoniella là chi thực vật có hoa trong họ Acanthaceae.